# Mistress America
Pour plus de détails, voir Fiche technique et Distribution.
Mistress America est un film américano-brésilien réalisé par Noah Baumbach et sorti en 2015.

## Synopsis
Fraîchement débarquée à New York pour suivre ses études, Tracy se sent bien seule : elle ne fait ni les rencontres exaltantes auxquelles elle s'attendait, ni ne mène la vie trépidante à laquelle elle aspirait. Jusqu'au jour où elle est accueillie par sa future demi-sœur Brooke, jeune femme délirante et intrépide. Séduite par les extravagances de Brooke, Tracy découvre enfin le Manhattan dont elle rêvait…

## Fiche technique
- Titre : Mistress America
- Réalisation : Noah Baumbach
- Scénario : Noah Baumbach et Greta Gerwig
- Musique : Britta Phillips, Dean Wareham et George Drakoulias
- Montage : Jennifer Lame
- Photographie : Sam Levy
- Costumes : Sarah Mae Burton
- Décors : Sarah Mae Burton
- Producteur : Rodrigo Teixeira, Lila Yacoub, Noah Baumbach, Scott Rudin et Greta Gerwig
  - Producteur délégué : Sophie Mas et Lourenco Sant'Anna
  - Coproducteur : Oscar Boyson
  - Producteur associé : Brendan McHugh
- Production : RT Features
- Distribution : Fox Searchlight Pictures
- Pays de production : États-Unis et Brésil
- Langue : anglais
- Genre : Comédie
- Durée : 84 minutes
- Dates de sortie :
  - États-Unis : 14 août 2015
  - France : 6 janvier 2016

## Distribution
- Greta Gerwig (VF : Céline Mauge) : Brooke
- Lola Kirke : Tracy
- Matthew Shear : Tony
- Heather Lind : Mamie-Claire
- Michael Chernus : Dylan
- Cindy Cheung (VF : Laurence Mongeaud) : Karen
- Kathryn Erbe (VF : Anne Rondeleux) : la mère de Tracy
- Jasmine Cephas Jones : Nicolette
- Juliet Brett : la fille mince

 Source et légende : version française (VF) sur RS Doublage

## Sortie et accueil

### Box-office
| Pays ou région | Box-office     | Date d'arrêt du box-office | Nombre de semaines |
| -------------- | -------------- | -------------------------- | ------------------ |
| États-Unis     | 2 500 431 $    | 12 novembre 2015           | 13                 |
| France         | 36 730 entrées | 16 février 2016            | 6                  |
| Mondial,       | 4 133 126 $    | 9 juin 2016                |                    |

En France, le film démarre avec 18 595 entrées, soit moins que le précédent film du duo Baumbach/Gerwig, Frances Ha, qui avait démarré avec 56 547 entrées à la même période.

### Accueil critique
Mistress America obtient un accueil globalement favorable des critiques professionnels, avec 82% sur le site Rotten Tomatoes, pour 150 critiques et une moyenne de 7,4⁄10. Le site Metacritic lui attribue un score de 75⁄100, pour 42 critiques.